# Brian Marshall
Brian Aubrey Marshall (nació el 24 de abril de 1973) es un músico estadounidense célebre por formar parte de Creed y Alter Bridge como bajista. Fue él quien ideó originalmente el nombre para la banda (Creed), que previamente había sido llamada "Naked Toddler" y luego "Maddox Creed". Estuvo en Creed hasta finales de 2000, cuando conflictos personales con el vocalista Scott Stapp, lo llevaron a salir de la banda. Para la edición estudio del álbum Weathered Mark Tremonti tocó el bajo y para las interpretaciones en vivo  el actual bajista de Dark New Age, Brett Hestla.
Después de que Creed se separara en el 2004, Tremonti pidió a Marshall y Scott Phillips personalmente formar la banda Alter Bridge. Fue Interesante observar su nuevo aspecto, que lo hizo casi irreconocible después de su ausencia de cuatro años. Él se había dejado crecer el pelo y pulido su técnica. Hoy, sin embargo, Brian tiene pelo corto de nuevo.
Tocaba originalmente su bajo de cuatro cuerdas, (Fender Jazz Bass) que luego cambió por un (Sadowsky) de 5 cuerdas, para el primer álbum de Alter Bridge y que luego continuó usando como preferencia.
Se casó luego de un largo noviazgo con Donna M. Reynolds en febrero de 2001.
Comenzó su carrera de la música tocando la batería de su padre. Según él, después de que lo viera golpear su batería algunas veces, decidió  comprarle su Bajo.

## Trivia
- Brian tocó para la banda Head Heavy y otra llamada Grand Luxx antes de unirse a Alter Bridge.
- Los álbumes preferidos de Brian son: (Rush), Angel Dust (Faith No More), 1984 (Van Halen), Master of Puppets (Metallica), Houses of the Holy (Led Zeppelin).

## Influencias
Marshall fue influenciado por Steve Harris (Iron Maiden),  John Paul Jones (Led Zeppelin), John Entwistle (The Who), Geddy Lee (Rush), Justin Chancellor (Tool), Doug Pinnick (King's X).

## Discografía

### con Creed
- (1997) My Own Prison
- (1999) Human Clay
- (2009) Full Circle

### con Alter Bridge
- (2004) One Day Remains
- (2007) Blackbird
- (2010) AB III
- (2013) Fortress
- (2016) The Last Hero
- (2019) Walk The Sky
- (2022) Pawns & Kings